# Batalla de las Superficies
La Batalla de Superficies fue un partido de exhibición de tenis masculino que tuvo lugar el 2 de mayo de 2007 entre Roger Federer (N°1 del Ranking ATP) y Rafael Nadal (N°2 del Ranking ATP). El partido se disputó en Palma de Mallorca, en el recinto deportivo del Palma Arena. Rafael Nadal ganó 7–5, 4–6, 7–6 (12–10).

## El partido
El partido se jugó en una pista con una mitad de la superficie de tierra batida y la otra mitad de hierba. El coste de la pista se estimó en 1.63 millones de dólares y se necesitaron 19 días para construirla y tenerla a punto. En el momento del partido, Roger Federer llevaba una racha de 48 partidos consecutivos ganados sobre hierba (5 años invicto), mientras que Rafael Nadal llevaba 72 victorias consecutivas sobre tierra batida (3 años invicto).
Durante el partido, ambos jugadores tuvieron que usar dos pares distintos de zapatillas. Uno para la parte de hierba y el otro para la tierra batida.

Antes del partido, Federer dijo:
"Ambos estamos deseando empezar este partido. Me atrae mucho la idea ya que ambos dominamos una de las superficies. Rafa tiene el récord de 72 victorias seguidas en tierra batida y yo no he sido derrotado en hierba desde hace 48 partidos. ¡Será divertido descubrir quien es mejor en un pista con ambas superficies! Y también será interesante ver quien escoge la mejor táctica. La gente ha estado hablando sobre este partido durante mucho tiempo. La gente esta entusiasmada y el hecho de que la pista - la cuál es muy buena, por cierto - esté localizada en Mallorca, la casa de Rafa, es muy especial. Rafa ha estado en Basilea y ahora  tengo la oportunidad de jugar en su casa por una vez".